# 塞尼卡大道車站
塞尼卡大道車站（英語：Seneca Avenue station）是紐約地鐵BMT默特爾大道線的一個地鐵站，位於皇后區里奇伍德帕米多街及塞尼卡大道，設有M線（任何時候停站）列車服務。

## 車站結構
| P 月台層 | 西行     | ← 平日往森林小丘-71大道，週末往埃塞克斯街，深夜往默特爾大道 (默特爾-威克奧夫大道) |
| P 月台層 | 島式月台 |                                                                                   |
| P 月台層 | 東行     | → 往中村-大都會大道 (森林大道) →                                                  |
| M        | 夾層     | 閘機、車站詢問處、Metrocard自動售票機                                             |
| G        | 街道層   | 出入口                                                                            |

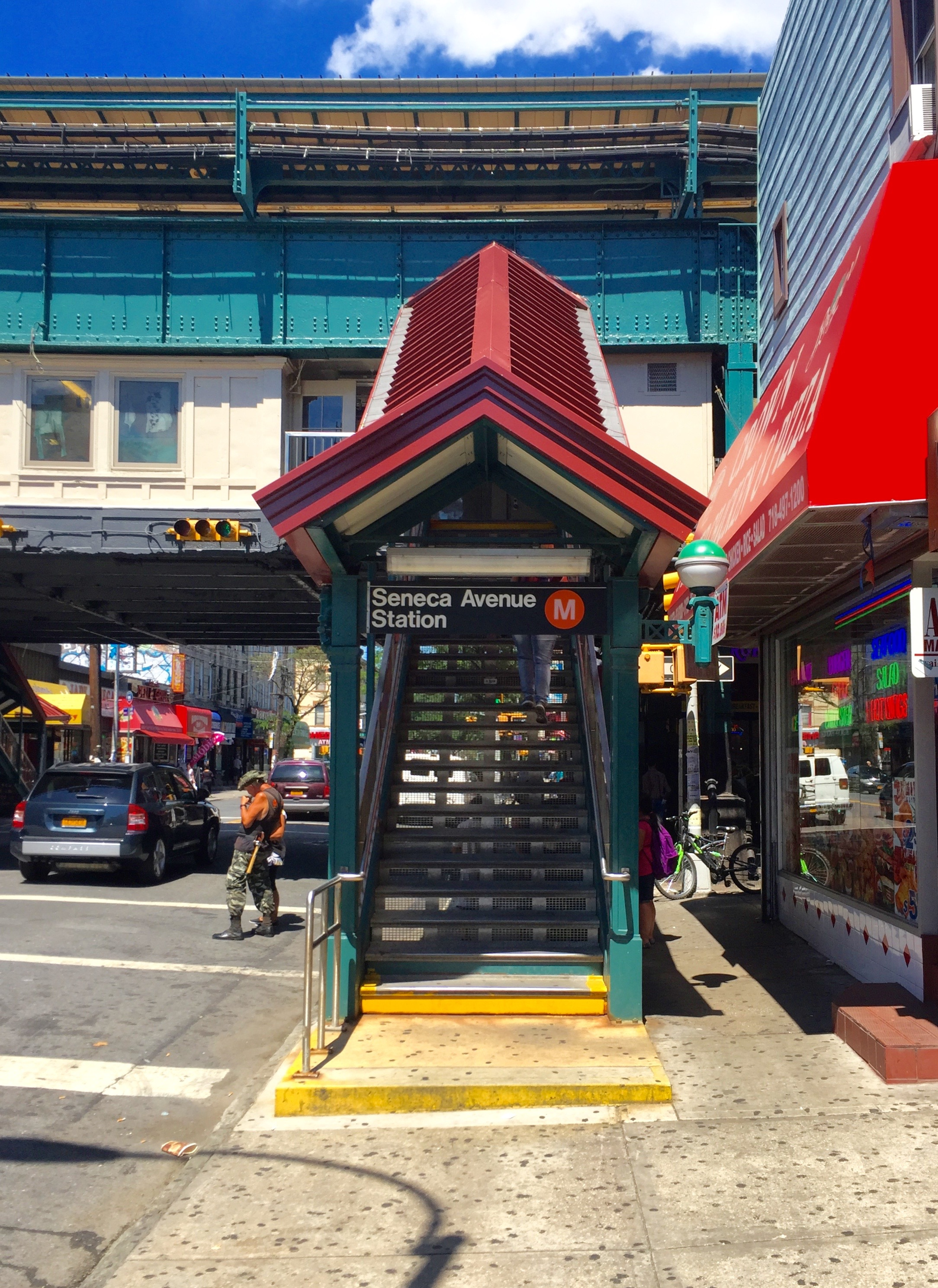
東北角入口

此高架車站在1915年8月9日由布魯克林捷運公司開設，設有一個島式月台和兩條軌道。
車站向東北，BMT默特爾大道線轉東以離開棋盤式的街道，並以過去為地面鐵路、現為高架結構的路線繼續行駛。車站西南面留有中央軌道空間。

## 外部連結
- 维基共享资源上的相關多媒體資源：塞尼卡大道車站
- nycsubway.org—BMT Myrtle Avenue Line: Seneca Avenue
- Station Reporter — M Train
- The Subway Nut — Seneca Avenue Pictures （页面存档备份，存于）
- Seneca Avenue entrance from Google Maps Street View （页面存档备份，存于）
- Platform from Google Maps Street View